# Порядок наследования французского престола (орлеанисты)

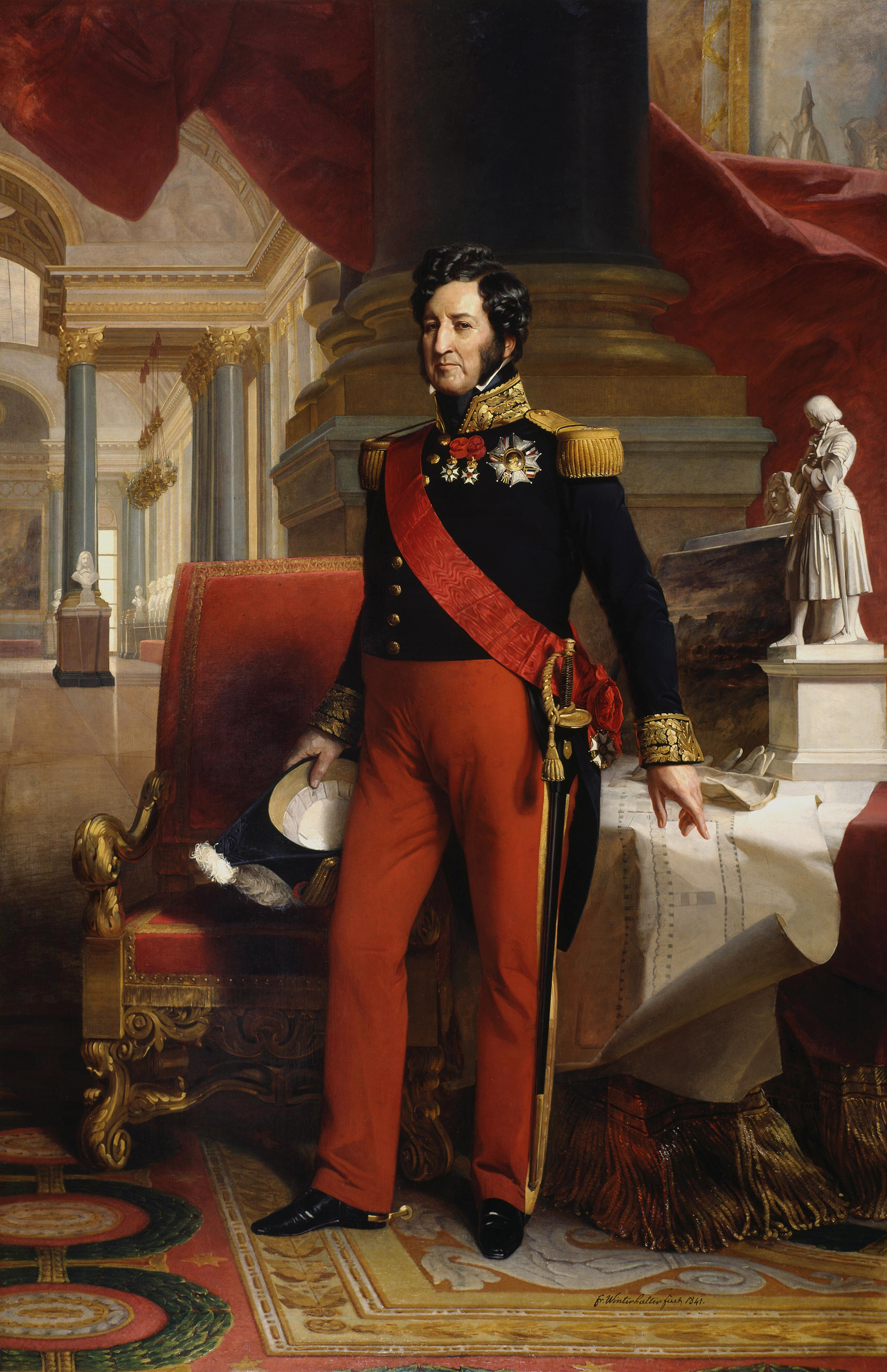
Луи-Филипп (1773—1850), герцог Шартрский (1785—1793), герцог Орлеанский (1793—1830), король французов (1830—1848)

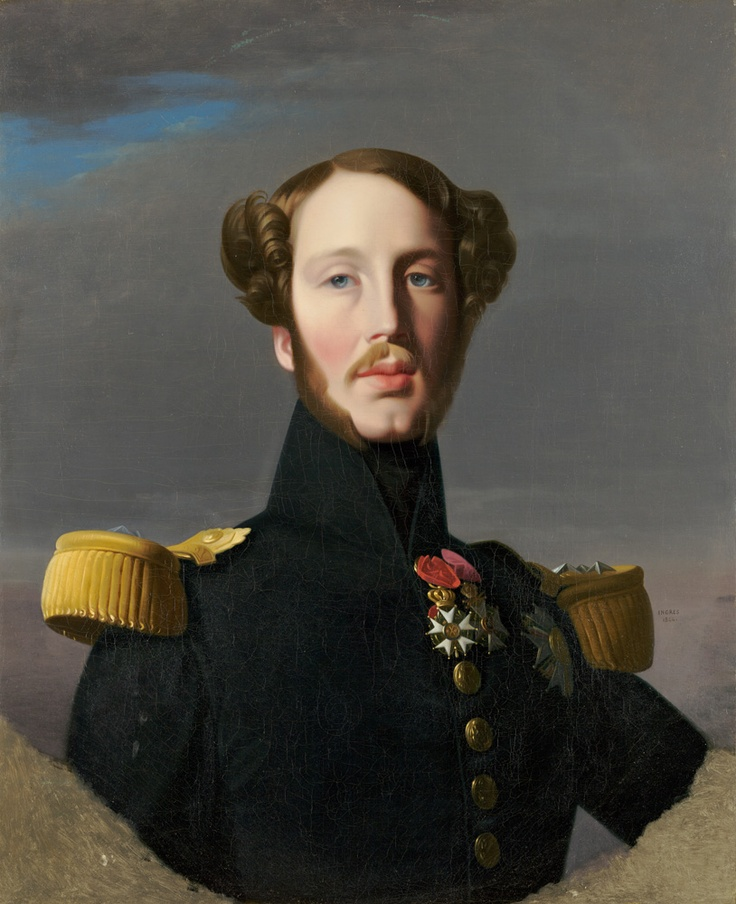
Принц Фердинанд (1810—1842), герцог Шартрский (1810—1830), герцог Орлеанский (1830—1842)

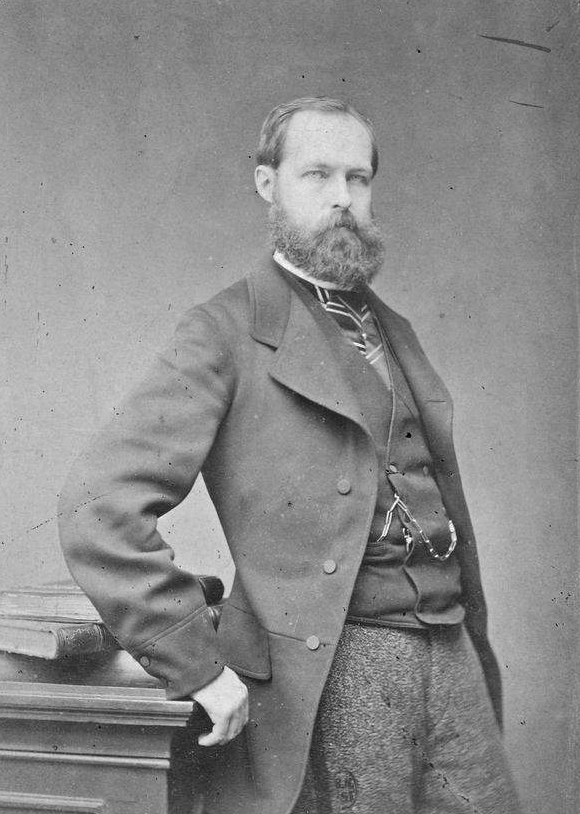
Принц Луи-Филипп, граф Парижский (1838—1894), орлеанистский претендент на корону Франции (1850—1894)

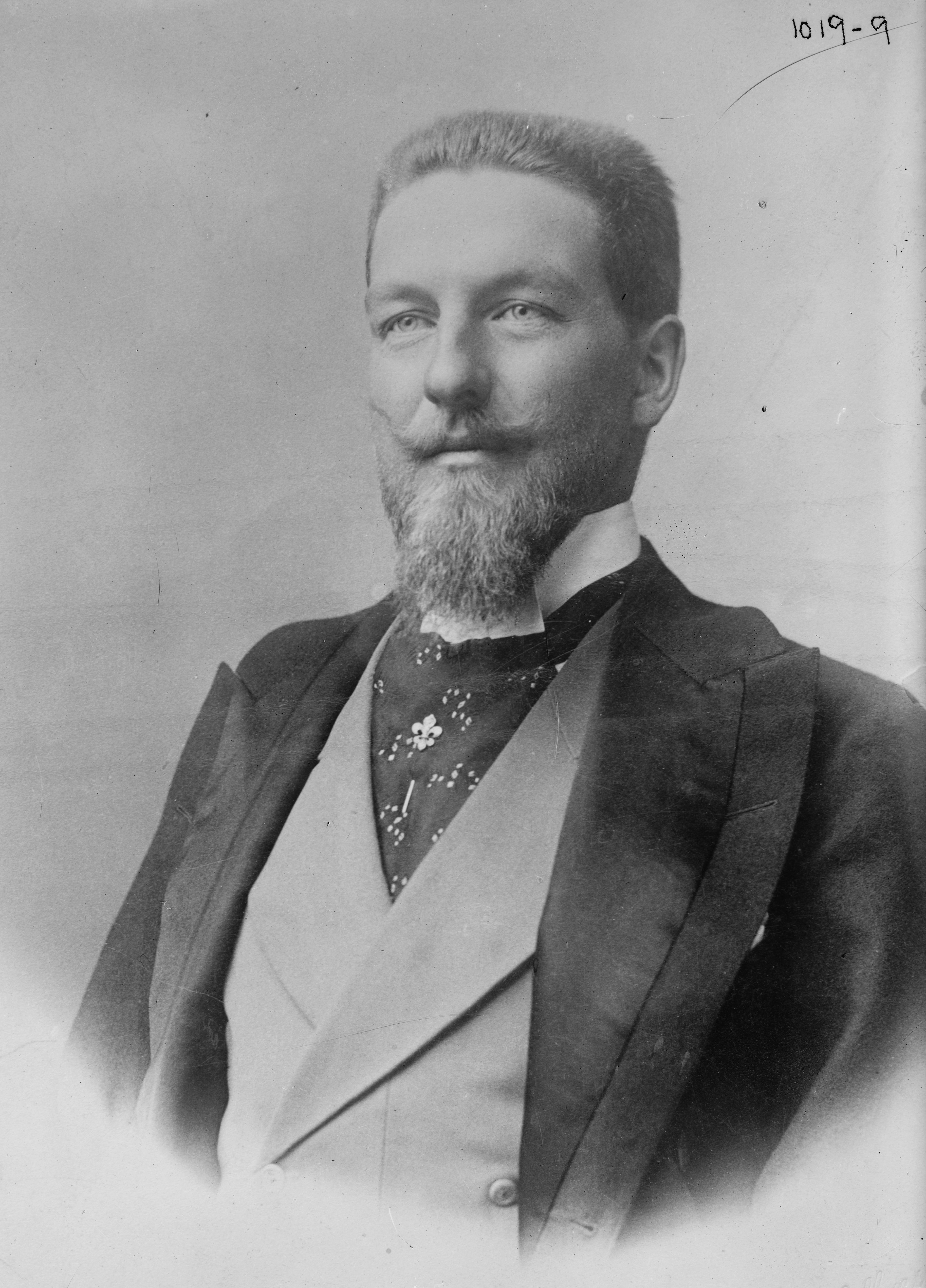
Принц Филипп Орлеанский, герцог Орлеанский (1869—1926), орлеанистский претендент на французский престол (1894—1926)

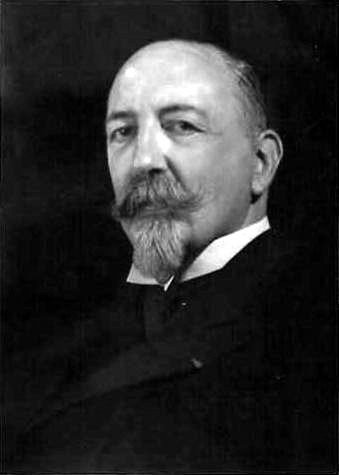
Принц Жан Орлеанский, герцог де Гиз (1874—1940), орлеанистский претендент на французский трон (1926—1940)

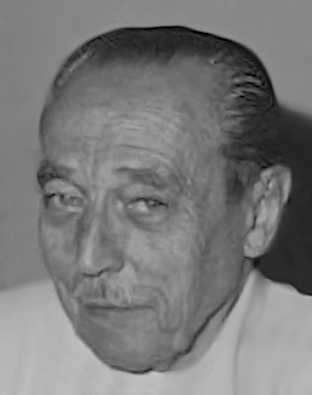
Принц Генрих Орлеанский, граф Парижский (1908—1999), орлеанистский претендент на французский трон (1940—1999)

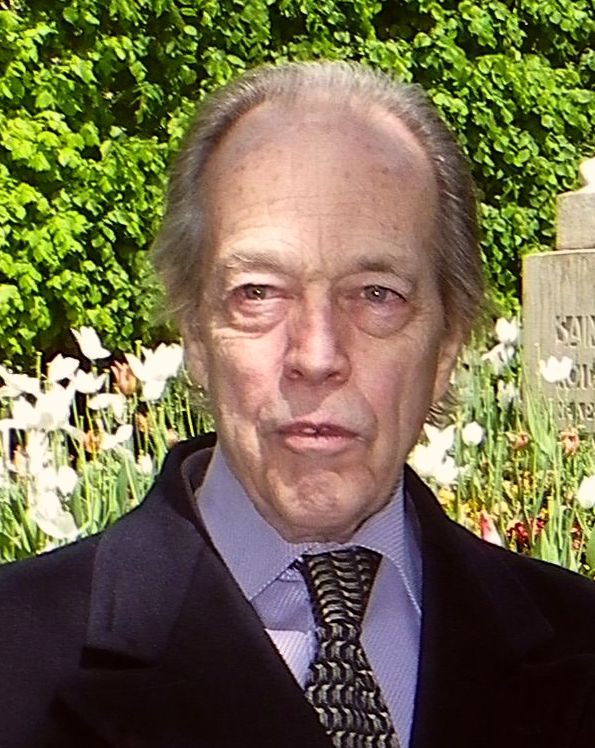
Принц Генрих Орлеанский, граф Парижский, герцог Франции (1933—2019), орлеанистский претендент на французский престол (1999—2019)

Орлеанистским претендентом на французский королевский престол является принц Жан Орлеанский (род. 1965), неоспоримый наследник Луи-Филиппа Орлеанского (1773—1850), короля французов (1830—1848). Согласно семейному соглашению от 1909 года, только потомки деда нынешнего претендента считаются членами династии, имеющими претензии на королевский трон Франции. Основатели линий Орлеан-Браганса и Орлеан-Галлиера, приняв иностранное гражданство, выбыли из списка наследования престола.

## Основы престолонаследия во Франции
В соответствии с монархической традицией, порядок наследования французской короны осуществляется в порядке агнатической примогенитуры. Женщины полностью исключаются из линии престолонаследия. Никто не имел права вносить изменения в династический порядок. Линия престолонаследия непрерывна, королевский трон не мог быть объявлен вакантным, после смерти монарха на королевский престол должен вступить его преемник. Королевский престол могли занимать только потомки династии Капетингов. Король должен был исповедовать католицизм, а его наследник должен быть французом. Порядок наследования мог распространяться только на законных потомков, рожденных в католических браках.

## История
Утрехтский договор 1713 года вызвал нарушение в традиционных правилах престолонаследия Франции. Филипп, герцог Анжуйский (1683—1746), занявший испанский престол под именем Филипп V (1700—1746), официально отрёкся за себя и своих потомком мужского пола от всех прав на французский престол. Это отречение было формально ратифицировано французским королем Людовиком XIV и зарегистрировано в соответствии с французским законодательством, в парламенте Парижа. Письмо, выданное Людовиком XIV с разрешением его внуку, герцогу Филиппу Анжуйскому, покинуть Францию, чтобы править в качестве короля Испании, сохраняя при этом свое французское гражданство и династические права в 1700 году, было официально отменено. Эти изменения не были официально отклонены органами власти Франции.

## Семейное соглашение 1909 года
Признавая невозможность для иностранных принцев претендовать на корону Франции, претенденты из Орлеанского дома и их сторонники считают исключенными из порядка престолонаследия иностранных потомков короля французов Луи-Филиппа I: Бразильскую императорскую династия (потомки Гастона, графа д’Э) и испанскую династия Орлеан-Галлиера (потомки Антуана, герцога де Монпансье).
Семейное соглашение 1909 года, известное как «фамильный договор» подтверждает исключение членов этих линий от порядка наследования. Кроме того, «принимает к сведению» письменного обещание, данное графом д’Э и его сыном воздерживаться от притязаний на корону Франции и на должность главы Французского королевского дома до полного исчезновения всех других династических ветвей Дома Франции (Монпансье уже считаются исключенными).
Альфред де Грамон утверждал в своем дневнике, L’ami du Prince, изданном в 2011 году, что это решение было принято в Орлеанском доме по двум причинам: во-первых, желание других членов династии, чтобы исключить графа д’Э и принцев Орлеан-Браганса (которые стали наследниками Бразильского императорского престола), а во-вторых, влияние французского национализма. Тем не менее, исключение из престолонаследия, как следствие постоянного проживания в Бразилии были признаны и приняты в письменном виде графом д’Э до его брака с бразильской кронпринцессой Изабеллой Браганса.

## Решение 2-го графа Парижского
Принц Анри Орлеанский, граф Парижа (1908—1999), внес ряд изменений в порядок наследования в Орлеанском доме. Его сыновья, принц Мишель, граф д’Эврё, и принц Тибо, граф де ла Марш, вступили в морганатические браки, не получив предварительного согласия своего отца. Поэтому граф Парижский исключил их и их потомков из линии престолонаследия в 1967 и 1973 годах. Но морганатические браки некогда существовали в порядке наследования[уточнить], основные законы королевства не требовали от королевских принцев жениться на женщинах равного ранга.
Позднее, в 1984 году, граф Парижский также исключил из порядка престолонаследия своего старшего сына, Генриха (тогда известного как «граф де Клермон») из-за его развода с принцессой Марией Терезой Вюртембергской и второго гражданского брака с испанкой Микаэлой Анной Марией Коусиньо-и-Киньонес-де-Леон. Будучи главой Орлеанского дома, его отец посчитал, что старший сын, разведясь и вступив во второй брак без предварительного согласия отца, исключил себя из порядка наследования престола.
В 1987 году граф Парижский объявил своего внука, принца Жака, герцога Вандомского, своим наследником вместо его отца (который был понижен до титула «граф де Мортен») и старшего брата, принца Франсуа, страдающего умственной отсталостью.
С 1990 года отношения между графом Парижским и его старшим сыном нормализовались. Принц Генри Орлеанский был признан в качестве первого престолонаследника и получил обратно титул «графа де Клермон». Граф Парижский пожаловал первой жене графа Клермонского титул «герцогини де Монпансье», а его вторая жена получила титул «принцессы де Жуанвиль» с обращением Королевское высочество.

## Поправки 3-го графа Парижского
Став главой Дома Орлеанского после смерти отца в 1999 году, принц Генри Орлеанский, новый граф Парижский и герцог Франции, отменил династические постановления, введенные его отцом. Признавая, что никто не имеет право изменить порядок преемственности принца крови королевской Франции, он признал своего брата принца Мишеля, графа д’Эврё и его потомков, а также Роберта, графа де ла Марш (сына его умершего брата принца Тибо, графа де ла Марш), в качестве наследников в линии престолонаследия. Тем не менее, граф Парижский поместил линию принца Мишеля после линии принца Жака в порядке престолонаследия.
Кроме того, некоторые орлеанисты продолжают считать исключение незаконным исключения из порядка наследования принца Франсуа из-за его инвалидности.

## Текущий порядок наследования
- Принц Генри, граф Парижский (1908—1999)
  - Принц Генри, граф Парижский, герцог Франции (1933—2019)
    - Принц Франсуа, граф де Клермон (1961—2017)
    - Принц Жан, герцог Вандомский (род. 1965)
      - (1) Принц Гастон Орлеанский (род. 2009)
      -  (2) Принц Жозеф Орлеанский (род. 2016)

    -  (3) Принц Эд, герцог Ангулемский (род. 1968)
      -  (4) Принц Пьер Орлеанский (род. 2003)[8]

  - (5) Принц Жак, герцог Орлеанский (род. 1941)
    - (6) Принц Шарль-Луи, герцог Шартрский (род. 1972)
      - (7) Принц Филипп, герцог де Валуа (род. 1998)
      -  (8) Принц Константин Орлеанский (род. 2003)[9]

    -  (9) Принц Фульк, герцог Омальский (род. 1974)

  - (10) Принц Мишель, граф д’Эврё (род. 1941)
    - (11) Принц Шарль Филипп, герцог Анжуйский (род. 1973)
    -  (12) Принц Франсуа Орлеанский, граф Дре (род. 1982)
      - (13) Принц Филипп Орлеанский (род. 2017)
      -  (14) Принц Рафаэль Орлеанский (род. 2021)

  -  Принц Тибо, граф де ла Марш (1948—1983)
    -  (15) Принц Роберт, граф де ла Марш (род. 1976)

## Порядок наследования в феврале 1848 года
- Луи-Филипп I (род. 1773)
  - Фердинанд Филипп, герцог Орлеанский (1810—1842)
    - (1) Принц Филипп, граф Парижский (род. 1838)
    -  (2) Принц Роберт, герцог Шартрский (род. 1840)

  - (3) Принц Луи, герцог Немурский (род. 1814)
    - (4) Принц Гастон Орлеанский, граф д’Э (род. 1842)
    -  (5) Принц Фердинанд, герцог Алансонский (род. 1844)

  - (6) Принц Франсуа, принц де Жуанвиль (род. 1818)
    -  (7) Принц Пьер, герцог Пентьевр (род. 1845)

  - (8) Принц Анри, герцог Омальский (род. 1822)
    -  (9) Принц Луи, принц де Конде (род. 1845)

  -  (10) Принц Антуан, герцог де Монпансье (род. 1824)